# Nuclear Death
Nuclear Death war eine US-amerikanische Grindcore-, Death- und Thrash-Metal-Band aus Phoenix, Arizona, die im Jahr 1986 gegründet wurde und sich 2000 auflöste.

## Geschichte
Die Band wurde im Dezember 1985 gegründet, wobei das offizielle Gründungsdatum von Nuclear Death der 23. März 1986 ist. Die Bassistin und Sängerin Laura „Lori“ Bravo und der Gitarrist Phil Hampson nahmen noch im selben Jahr ein erstes Demo Wake Me When I'm Dead auf, wobei hier Joel Whitfield das Schlagzeug spielte. In den folgenden Jahren schlossen sich mit Welcome to the Minds of the Morbid (1987), A Symphony of Agony (1987) und Vultures Feeding (1988) zwei weitere Demos an. Die beiden Demos erschienen im Jahr 1989 als Kompilation unter dem Namen Caveat. Danach unterzeichnete Nuclear Death einen Vertrag bei Wild Rags Records. Bei diesem Label erschienen mit Bride of Insects (1990) und Carrion for Worm (1991) die ersten beiden Alben. Beim zweiten Album ist in zwei Liedern Chris Reifert von Autopsy als Gastsänger zu hören. Zehn Jahre später erschienen beide Alben als Kompilation bei Extremist Records. Nach der Veröffentlichung der EP …for Our Dead… im Jahr 1992, trennte sich die Band wieder von Wild Rags Records.
Nachdem der Schlagzeuger Whitfield die Band verlassen hatte, schied auch Hampson aus. Als neuer Schlagzeuger kam Steve Cowan zur Gruppe. 1992 erschien das Album All Creatures Great and Eaten, dem sich 1996 das nächste unter dem Namen The Planet Cachexial anschloss. Auf dem im Folgejahr erschienenen Harmony Drinks of Me war Cowan nicht mehr enthalten. Kurz darauf löste sich die Band auf und Bravo gründete eine neue Band unter dem Namen Raped.

## Stil
Laut Bandbiografie auf nucleardeath.net wurden alle Lieder Wake Me When I'm Dead, mit Ausnahme des Liedes The 7th Nun, das von Hampson stamme, von Bravo geschrieben. Da Hampson ein Fan von Horrorliteratur sei und damals etwa 5000 Bücher sein Eigen genannt habe, habe man sich schon bald entschieden, dass Hampson die Texte aller weiteren Lieder schreiben sollte. Die Texte hätten fast nichts mit der Realität zu tun, bis auf ein Lied, das Heroinsucht thematisiere. Laut Greg Prato von Allmusic ist Nuclear Death eine der wenigen Thrash- und Death-Metal-Bands mit einer Sängerin. Laut Metalion im Buch Metalion: The Slayer Mag Diaries spielt die Band auf Wake Me When I'm Dead aggressiven und gradlinigen Thrash Metal. Dem Gesang könne man nicht anhören, dass er von einer Frau stamme. Anders sei es auf Welcome to the Minds of the Morbid, jedoch sei der Gesang noch immer aggressiv. Über Bride of Insect schrieb das Decibel-Magazin, dass die Band hierauf eine Mischung aus Thrash Metal, Death Metal und frühen Grindcore spielt. Der Gesang sei einer der brutalsten weiblichen Gesänge, die es im Metal-Genre gebe. Die Gruppe sei durch Bands wie Venom, Motörhead, Discharge, Witchfinder General und  Plasmatics beeinflusst worden.

## Diskografie
- Wake Me When I'm Dead (Demo, 1986, Eigenveröffentlichung)
- Welcome to the Minds of the Morbid (Demo, 1987, Eigenveröffentlichung)
- A Symphony of Agony (Demo, 1987, Eigenveröffentlichung)
- Vultures Feeding (Demo, 1988, Eigenveröffentlichung)
- Caveat (Kompilation, 1989, Eigenveröffentlichung)
- Bride of Insect (Album, 1990, Wild Rags Records)
- Carrion for Worm (Album, 1991, Wild Rags Records)
- All Creatures Great and Eaten (Album, 1992, Cats Meow Records)
- …for Our Dead… (EP, 1992, Wild Rags Records)
- The Planet Cachexial (Album, 1996, Cats Meow Records)
- Harmony Drinks of Me (Album, 2000, Cats Meow Records)
- Bride of Insect / Carrion for Worm (Kompilation, 2000, Extremist Records)
- 5 Years of Death (Kompilation, 2013, The Crypt Records)